# 1991 SR1
1991 SR1 är en asteroid i huvudbältet som upptäcktes den 19 september 1991 av den japanska astronomen Satoru Otomo i Kiyosato.
Asteroiden har en diameter på ungefär 7 kilometer och den tillhör asteroidgruppen Eunomia.